# Gö Lotsawa
Gö Lotsawa (Schönu Päl), Wylie: gos lo tsA ba gzhon nu dpal (lho kha 'phyongs rgyas, 1392-1481) was een invloedrijk Tibetaans historicus, lotsawa (vertaler) en wetenschapper.

## Leven
Gö Lotsawa was een student van de vijfde karmapa Deshin Shegpa, hoofd van de kagyütraditie, van wie hij de bodhisattva-lering ontving. Daarnaast was hij leerling van Tsongkhapa, de oprichter van de gelugtraditie. In het totaal bestudeerde hij het werk van rond 60 meesters.
Hij schreef een van de belangrijkste werken uit de Tibetaanse geschiedenis, de Blauwe annalen in 1476, dat vanuit oecumenisch perspectief de geschiedenis beschreef van het uiteenvallen van het Tibetaans boeddhisme in Tibet, in verschillende sektarische tradities.
Gö Lotsawa was zelf leraar van onder meer de zesde karmapa Thongwa Dönden en abt van het Tibetaanse klooster Karmarñing.